# Fritz Regel

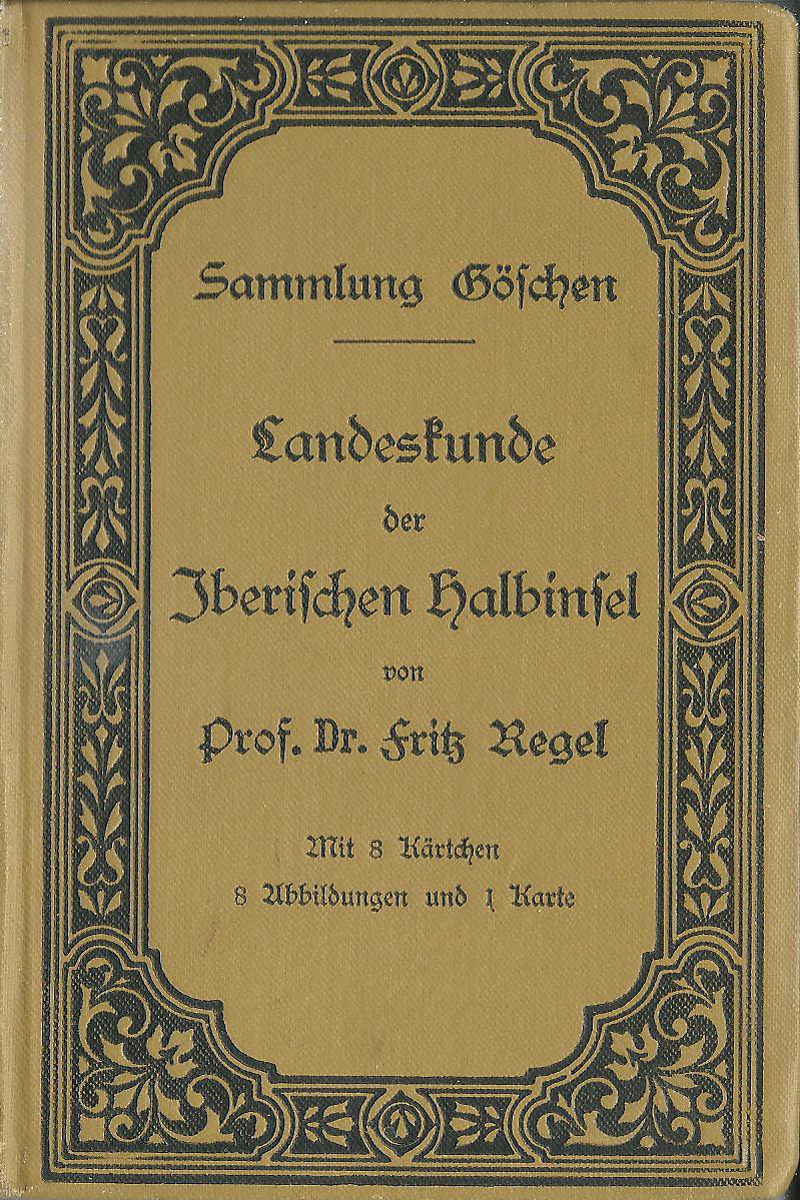
Prof. Dr. Fritz Regels Landeskunde der Iberischen Halbinsel war Band 235 der Sammlung Göschen

Christian Friedrich Leopold Regel, auch Fritz Regel; (* 17. Januar 1853 auf Schloss Tenneberg bei Waltershausen; † 2. Dezember 1915 in Würzburg) war ein deutscher Geograph.

## Leben
Er war der Sohn des Landrats Friedrich Wilhelm Regel und Enkel des Theologen und Lehrers Friedrich Ludwig Andreas Regel (1770–1826). Nach dem Besuch des Gymnasiums Ernestinum in Gotha studierte er Mathematik und Naturwissenschaften in Jena und wurde 1876 Lehrer am Kefersteinschen Institut in Jena, 1876/77 am Realgymnasium in Lippstadt, danach an der Oberrealschule in Braunschweig, 1878 an der Schweterschen Anstalt in Jena und 1882 bis 1890 an der Stoyschen Schule daselbst.
1884 habilitierte er sich, wurde Privatdozent für Geographie an der Universität Jena und 1892 dort außerordentlicher Professor. Von 1898 bis 1900 betreute er außerdem das Museum für Ur- und Frühgeschichte. 1899 wurde er außerordentlicher Professor der Geographie an der Universität Würzburg, wo er am 24. Februar 1911 seine im ganzen Reich Debatten auslösende, Wilhelm II. kritisierende, „Kaiserrede“ hielt.
Er war Alter Herr der Burschenschaft Cheruscia Jena im ADB.
Regel war Enkel von Friedrich Ludwig Andreas Regel und Neffe von Eduard August von Regel.

## Schriften
- Die Entwickelung der Ortschaften im Thüringerwald (nordwestliches und zentrales Gebiet): Ein Beitrag zur Siedelungslehre Thüringens (= Petermanns Mitteilungen. Ergänzungsheft No. 10). Perthes, Gotha 1884 (Digitalisat [abgerufen am 5. November 2016]).
- Thüringen. Ein geographisches Handbuch (Drei Bände). Gustav Fischer, Jena (Digitalisat [abgerufen am 5. November 2016] 1892–1896).
- Thüringen. Ein landeskundlicher Grundriß. Gustav Fischer, Jena 1897 (Digitalisat [abgerufen am 5. November 2016]).
- Landeskunde von Thüringen. Hirt, Breslau 1913 (Digitalisat [abgerufen am 5. November 2016]).
- Beiträge zur Landes- und Volkskunde des Thüringer Waldes (1884–87)
- Argentinien (= Angewandte Geographie. Serie IV, Heft 10). Keller, Frankfurt a. M. 1914 (Digitalisat [abgerufen am 5. November 2016]).
- Kolumbien (= Bibliothek der Länderkunde. Band 7 und 8). Schall, Berlin 1899.
- Landeskunde der Iberischen Halbinsel (= Sammlung Göschen. Band 235). G. J. Göschen, Leipzig 1899.
- Die Nordpolarforschung (= Hillgers illustrierte Volksbücher. Band 33). Hillger, Berlin/Leipzig 1905.
- Die Südpolarforschung (= Hillgers illustrierte Volksbücher. Band 68). Hillger, Berlin/Leipzig 1906.